# Massicot (machine)
Pour les articles homonymes, voir Massicot.

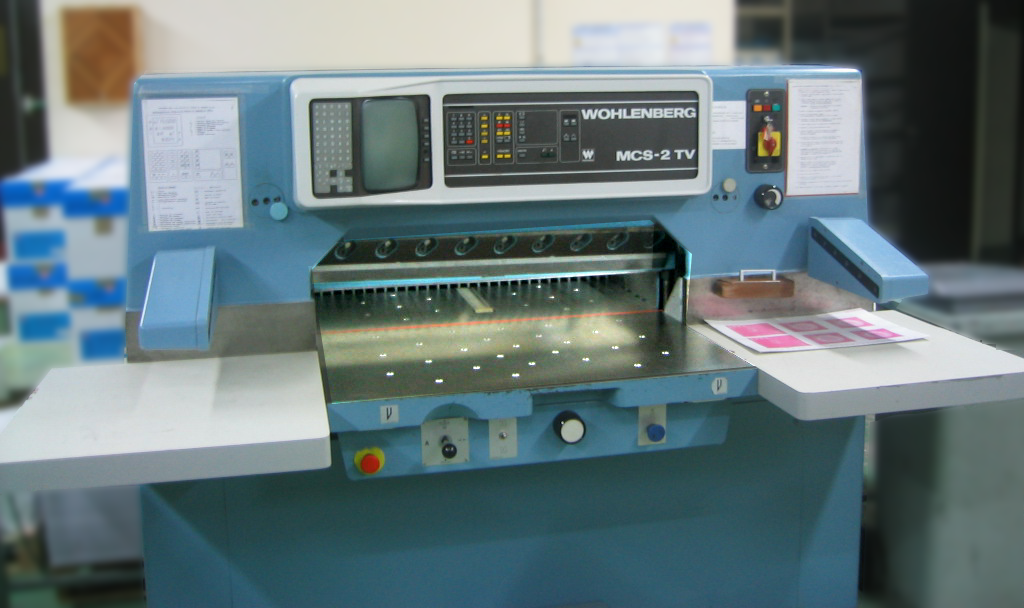
Massicot.

Le massicot ou le massicotier est une machine destinée à couper à l'angle de marge imprimeur (angle droit) du papier et d’autres matériaux (des plaques, des feuilles de papier, etc.).
Ces machines se trouvent surtout dans le secteur de l’imprimerie (préparation de feuilles à imprimer, façonnage).

## Histoire

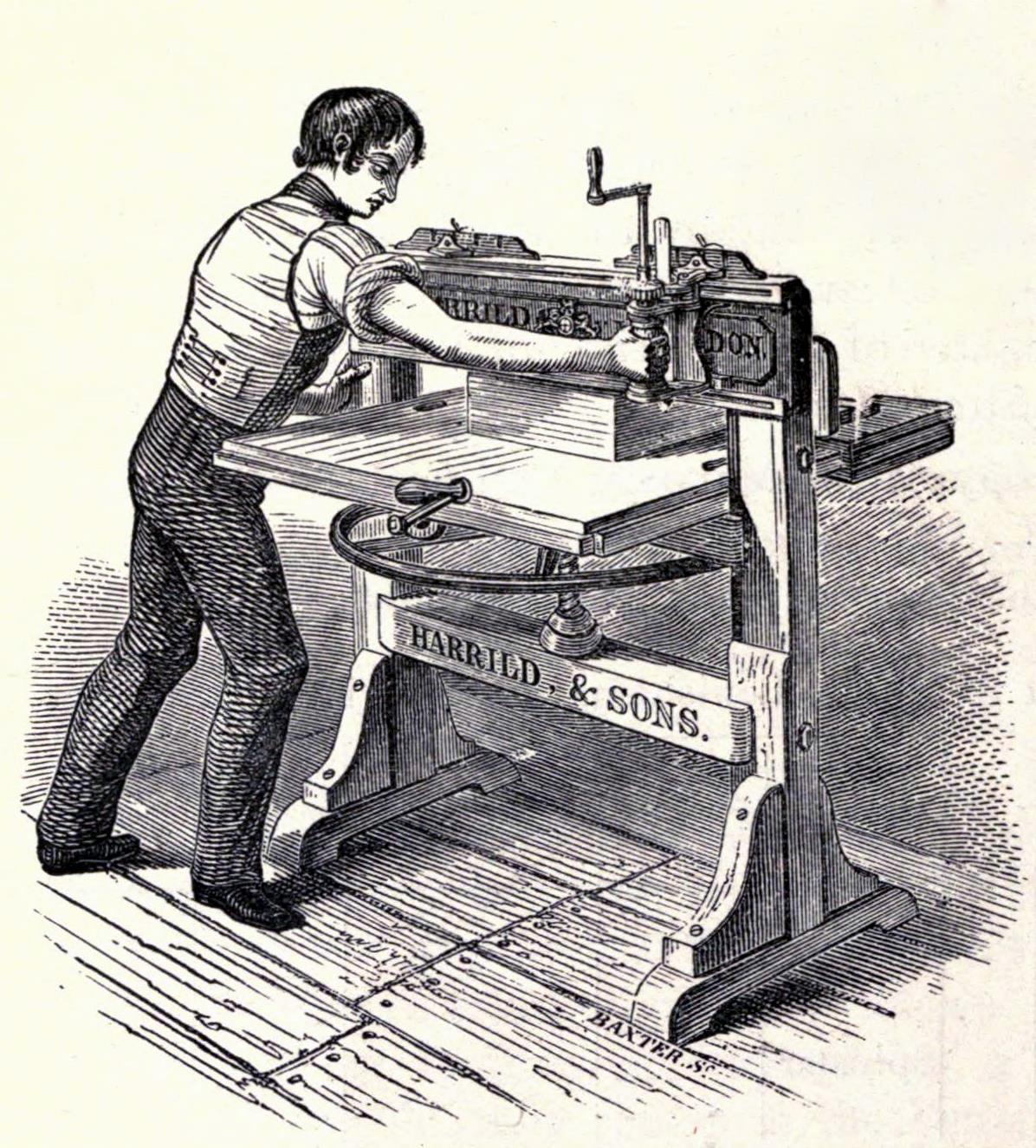
Machine à couper le papier, vers 1820.

Vers 1830, on commence à utiliser des machines pour couper le papier. En 1837, Thirault construit une machine à lame fixe.
Le 18 mars 1844, Guillaume Massiquot (1797-1870) dépose un brevet pour sa machine. « Massicot est tiré du nom de l’imprimeur Guillaume Massiquot […] dont l’acte de naissance, conservé à Issoudun, porte Massicot […]. » Avant de breveter son invention Massiquot avait construit un modèle à levier tel qu’on peut le voir encore de nos jours : le levier tire une bielle qui entraîne un porte-lame jusqu’à la table et le remonte. En revanche, le massicot breveté était entraîné par un volant et un engrenage manuel : une presse bloque la pile de papier, tandis qu’une lame à mouvement oblique descend pour couper le papier. Le principe de coupe est celui de la lame contre support différent de celui de la cisaille qui utilise le principe de lame et contre-lame. Ce principe est toujours celui des massicots contemporains. Les massicots sont dès le XIXe siècle perfectionnés par les fabricants Fomm et Krause en Allemagne, Furnival en Angleterre, Oswego et Seybold aux États-Unis.

## Description
Le massicot se compose d’un bâti solide supportant une table de travail surmontée d’une arche qui contient la presse et la lame. Des tables latérales reçoivent éventuellement les piles de papier à rogner. À l’arrière de la table se trouve une équerre dont la position est réglable de manière très précise, elle définit la largeur de coupe. La pile de papier à couper vient en butée sur cette équerre et des repères (aujourd’hui lumineux) permettent de contrôler l’alignement des repères de coupe imprimés. La table de travail est percée de buses soufflantes qui, grâce à un matelas d’air, facilitent le déplacement du papier. Enfin, l’opérateur, par sécurité, appuie simultanément sur une pédale et sur deux boutons qui déclenchent la descente de la presse et de la lame.
Il existe aussi des massicots à plusieurs lames, rendant la découpe de certains travaux plus aisée, comme le massicot trilatéral pour les livres.
Les modèles disponibles offrent un vaste éventail de possibilités d’application. Les modèles plus petits, d’une ouverture à partir de 66 cm, peuvent être utilisés dans des imprimeries intégrées ou des entreprises ayant à produire des formats plus petits. Il existe des massicots plus grands, d’une ouverture allant jusqu’à 2 m, travaillant souvent dans des systèmes interconnectés complexes.

## Sécurité
Les massicots ont dans le passé provoqué de nombreux accidents. C’est pourquoi les mesures de sécurité sont particulièrement renforcées : obligation d’utiliser ses deux mains et un pied pour déclencher la coupe ; protection par détecteurs infra-rouge ; impossibilité de mise en marche si le capot protecteur est démonté ; nombreux boutons d’arrêt « coup de poing » garantissant la sécurité...

### Informatique
Les massicots modernes sont munis d’une puce électronique permettant de les intégrer dans des systèmes interconnectés en réseau. L’informatique permet de mémoriser des programmes complexes qui intègrent une multitude de fonctions et, avec l’ajout de périphériques tels que des élévateurs, taqueuses, chargeurs, (dés)empileurs, de constituer des lignes (ou chaînes) de coupe, rendant ainsi le travail moins pénible, plus rapide et plus sûr.